# Young Streetfighters
Young Streetfighters (Alternativtitel: Terror an der Highschool; Originaltitel: The Brotherhood of Justice) ist ein US-amerikanischer Thriller aus dem Jahr 1986. Regie führte Charles Braverman, das Drehbuch schrieben Noah Jubelirer und Jeffrey Bloom.

## Handlung
Der High-School-Schüler Derek ist der Meinung, dass an seiner Schule zu viel Gewalt herrscht. Er und vier seiner Freunde gründen die Bruderschaft The Brotherhood of Justice, die zuerst Verdächtige beobachtet. Der Geheimbund geht später mit Gewalt gegen Jugendgangs und Drogendealer vor – genauso in der Schule wie auch auf Privatparties. Mit der Zeit erlahmt die Aktivität der jugendlichen Kriminellen an der Schule und in der Stadt.
Derek wird von seiner Freundin Christie verlassen, die sich dem weniger gewalttätigen Victor widmet. Darauf greift die Bruderschaft Victor an.

## Kritiken
Film-Dienst schrieb, der Film sei ein „fragwürdiger Actionfilm, der Teenager-Unterhaltung mit Selbstjustiz-Mentalität "würzt"“.
Die Zeitschrift Cinema schrieb, die Handlung des Actiondramas versinke „in vordergründiger Action“.

## Hintergründe
Der Film wurde in den kalifornischen Städten Aptos, Santa Cruz und Watsonville gedreht. Seine Premiere in den Vereinigten Staaten fand am 18. Mai 1986 statt. Der Film war als Pilotfolge einer möglichen Fernsehserie konzipiert, die jedoch nicht produziert wurde.